# Саперно-Слобідський проїзд
Сапе́рно-Слобідськи́й прої́зд — вулиця в Голосіївському районі міста Києва, місцевість Саперна слобідка. Розташована між коліями залізничної станції Київ-Деміївський і прилеглою промисловою зоною, фактично являє собою єдину тупикову вулицю селища залізничників. Пролягає від Саперно-Слобідської вулиці до тупика.
Прилучаються залізниця і пішохідний мостовий перехід до Залізничного шосе і Товарної вулиці.

## Історія
Проїзд виник у середині XX століття під назвою вул. Нова. Сучасна назва — з 1955 року, на честь місцевості, в якій він пролягає. Разом з тим, проїзд містить давнішу забудову (двоповерхівки межі 1920-30-х років та декілька одноповерхових будинків початку ХХ століття).

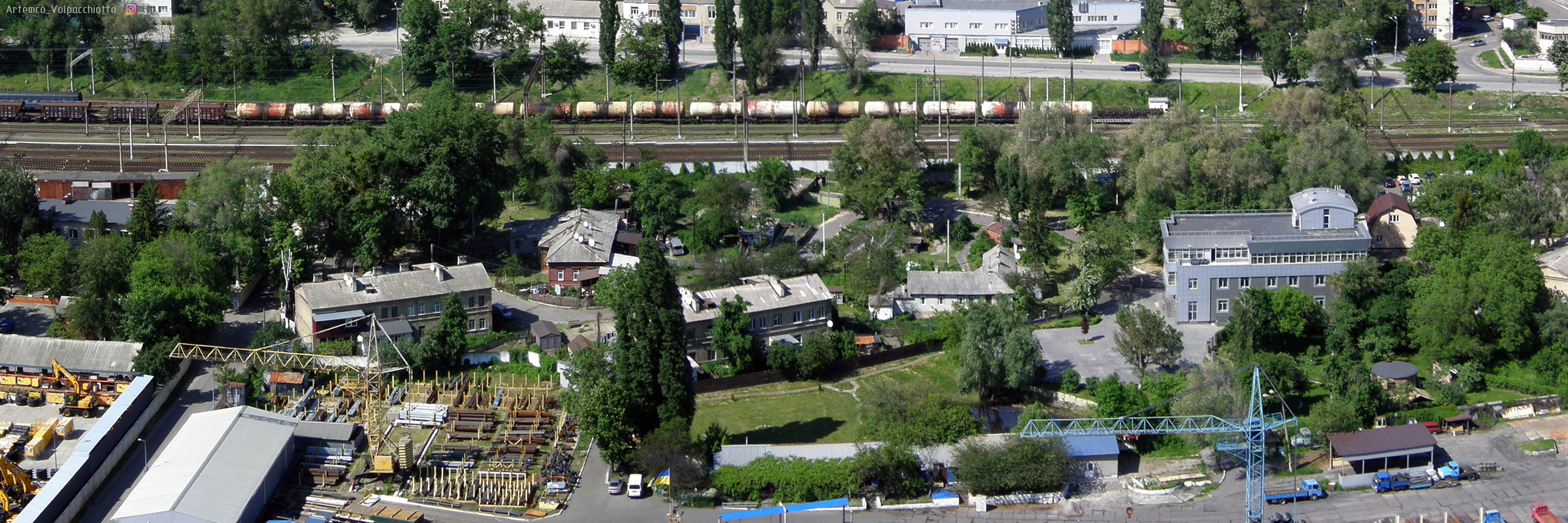
частина Саперно-Слобідського проїзду ближче до з'єднання із Сапірно-Слобідською вулицею